# Palairac
Palairac è un comune francese di 32 abitanti situato nel dipartimento dell'Aude nella regione dell'Occitania.

## Storia

### Simboli
Lo stemma è presente nell'Armorial Général de France del 1696.
I colori argento e nero simboleggiano l'estrazione di argento e ferro nella zona. Il motto latino Ferrum fortiam fecit ("Ho preso la mia forza dal ferro") è stato adottato il 30 giugno 1997 e simboleggia ancora una volta la ricchezza ottenuta dall'attività mineraria dai signori di Palairac, che edificarono il loro castello nel villaggio.

## Società

### Evoluzione demografica
Abitanti censiti